# بيري جونسون (مجدف)
بيري جونسون (بالإنجليزية: George Berry Melton Johnson) هو مجدف نيوزيلندي، ولد في 6 مارس 1906، وتوفي في 28 أغسطس 1985.

## روابط خارجية
- جورج جونسون على موقع اللجنة الأولمبية النيوزيلندية (الإنجليزية)